# Pueblo kona jukun
El pueblo kona-jukun también es conocido como jibe, jibi o kona. Pertenece al complejo étnico y lingüístico jukun, siendo incluido en algunas clasificaciones como parte del complejo Benue.  Lo integran unas 5.700 personas distribuidas en los estados de Adamawa y Taraba, Nigeria. Hablan la variable jiba de las lenguas jukunoides.

## Historia
Como toda la etnia jukun su origen es incierto. Estudios lingüísticos sugieren que proceden de los territorios situados entre los montes Mandara y el lago Chad. La tradición oral islamizada sitúa un origen mítico en Yemil, al este de La Meca, de donde habrían salido los ancestros guiados por un líder llamado Agugu, quien los llevó a través del Sudán. Pero la tradición hausa señala un progenitor llamado Kororofa, origen del pueblo jukun y cuyo nombre llevará la capital del reino Jukun. En esta versión del origen jukun, el país natal estaría en el valle del Nilo o el Kordofán.
Los jukun-kona se refieren a sí mismos como jiba. Tienen un pasado común con los kanuri que se establecieron en Ngazargamu (estado de Borno). La lucha por la sucesión dinástica llevó a su separación. Esto dio lugar a nuevas migraciones que los llevaron a territorios del río Benue, pasaron por Kindong, Kuro, Abani Noku, Nakanizang, Funi shari (Garu), Kannei y finalmente Kona Garu, Área de Gobierno Local Jalingo del estado de Taraba.

## Territorios
Las comunidades jukun-kona se encuentran en el estado de Adamawa, Lamurde LGA y el estado de Taraba, en Karim Lamido LGA y pueblos al noroeste de Kalingo.

## Religión
Las tradiciones étnico – religiosas del pueblo jukun-kona se mantienen vivas. Un 30% de la comunidad participa en iglesias cristianas.